# Natalia Romero Jaramillo
Natalia del Carmen Romero Jaramillo (Talagante, 26 de febrero de 1980) es una atleta chilena, especializada en maratón.
Ha participado en varias competencias internacionales, como los Juegos Panamericanos de Guadalajara 2011, y competencias continentales de su especialidad. Logró la plata sudamericana y el bronce iberoamericano en la maratón de Buenos Aires de 2009 y 2010, respectivamente.
Ha ganado el maratón de Santiago en tres ocasiones, en 2008, 2010 y 2012. En esta última, logró la clasificación para los Juegos Olímpicos de Londres 2012. En el maratón de aquellos juegos olímpicos Romero terminó en la ubicación número 69, registrando un tiempo de 2 horas y 37 minutos.
En los Juegos Olímpicos de Río de Janeiro 2016, Jaramillo obtuvo el lugar 123.